# 渥太華 (堪薩斯州)
渥太華（英語：Ottawa）是一個位於美國堪薩斯州富蘭克林縣的城市。同時該地也是富蘭克林縣的縣治。

## 地方資料
渥太華的座標為38°36′43″N 95°15′59″W / 38.61194°N 95.26639°W，而該地的海拔高度為275米（即902英尺）。根據2010年美國人口普查，該地共人口12625人，而該地的面積約為26.94平方千米。